# Ayapamba

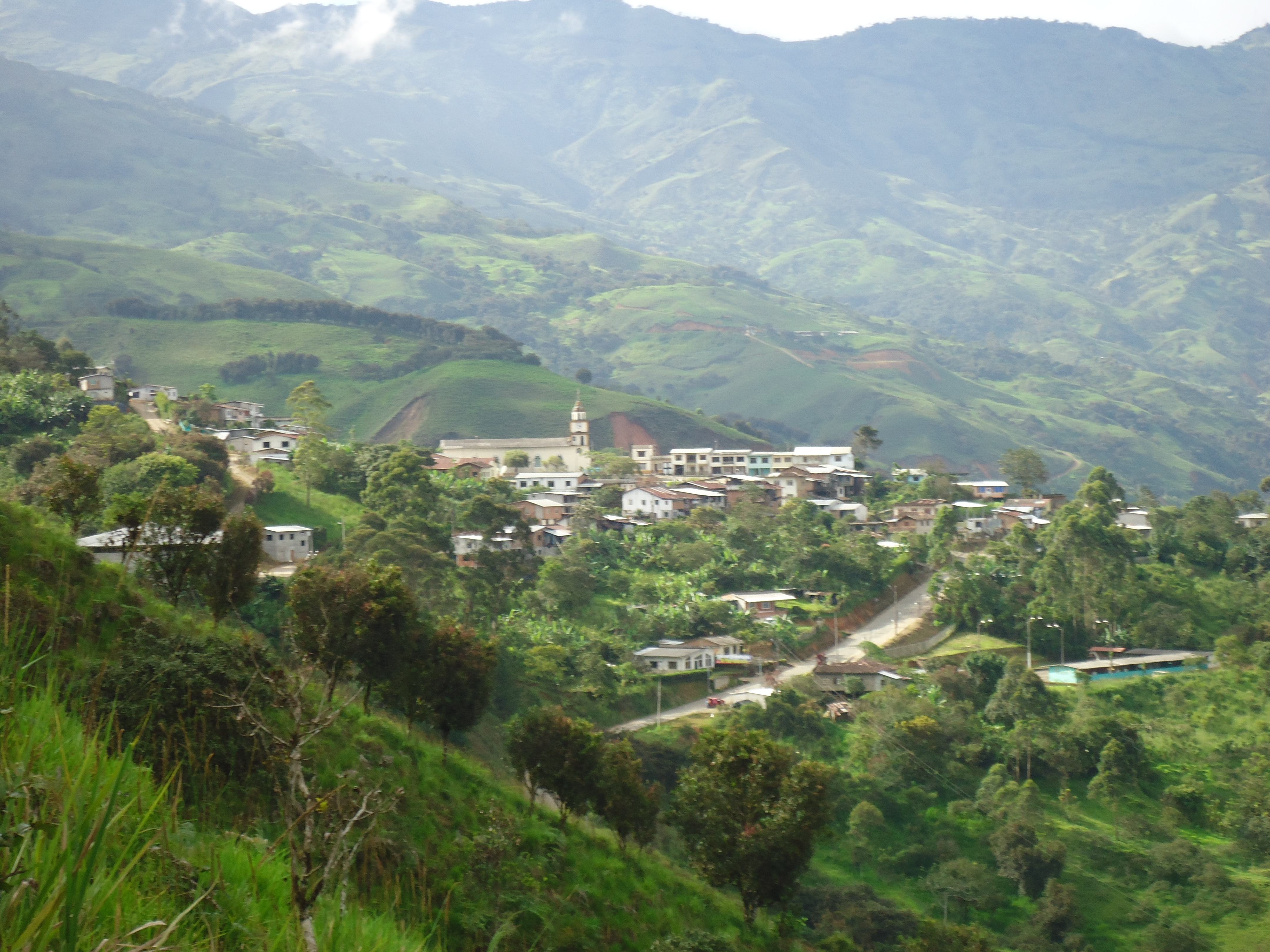
Ayapamba

Ayapamba es una parroquia rural del cantón Atahualpa, ubicado en la provincia El Oro, en Ecuador.

## Datos básicos
- Cuenta con alrededor de 1200 habitantes 620 hombres y 580 mujeres.
- Se encuentra a 23 km del cantón Piñas.
- Se encuentra situada al este de Zaruma y limita con la parroquia Paccha.
- La parroquia más grande del Cantón Atahualpa.
- Su vida económica se deriva de la producción agrícola, pecuaria y minería.

## Historia
Alrededor de los años 1680 a 1700 varios integrantes de la tribu de los guizhaguiñas se asentaron en este sitio, con la aspiración de trabajar libremente y promover su estabilidad social. 
Su fecha de fundación fue el 6 de agosto de 1875. El origen de su nombre significa Pampa de Muertos, ya que en estas tierras se libró una gran batalla en tiempos de la Colonia. Representando el coraje, libertad y respeto de su gente. 
Gracias a la gestión del Rvdo. Juan José Loaiza primer párroco de Ayapamba, en unión con Daniel Pereira, Federico Matamoros, Simón Pontón, Manuel Carrión, lograron ascender de categoría a Ayapamba convirtiéndola en Parroquia. 

## Personajes importantes
En la creación y desarrollo de esta pintoresca parroquia se encuentran personajes relevantes dignos de recordar por todos los ayapambences.   
- Rvdo. Juan José Loaiza, donó terreno que poseía como herencia dejado por sus padres, para la construcción del Templo Matriz "San Jacinto de Ayapamba"  que actualmente pertenece a la Cofradía de San Jacinto.
- Padre Simón Rodríguez, gestionó la construcción de la torre de la iglesia antigua de Ayapamba, además formó la primera banda de músicos con talentos del lugar los cuales fueron: Justo Pereira, Celestino Valverde, Alberto Dávila, Arturo Pontón.
- Padre Carlos Miguel Vaca, quién creó la obra magnifica del himno de Ayapamba.
- Padre Ignacio Godoy, incentivo a la apertura de la vía Puente de Buza - Centro Parroquial.

## Patrimonio natural

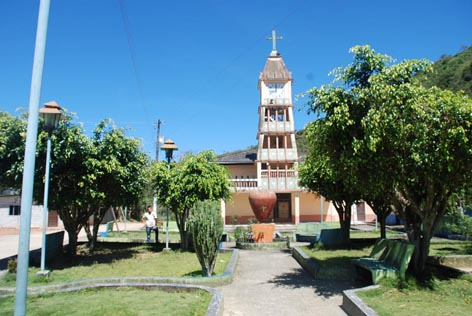
Iglesia parque apartadero.

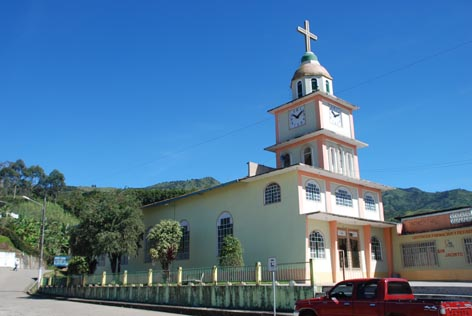
Iglesia Central de la Parroquia Ayapamba

Posee una naturaleza grandiosa y llena de una exuberante flora y fauna, entre ellas gran variedad de vegetación boscosa como guaruno, matapalo, canelo, macomaco. Entre los animales que se encuentran están el armadillo, pericos, colibrís, gualillas, tigrillos, puercos del monte, mono mico, entre otros.  
También cuenta una riqueza agrícola que radica en la caña de azúcar productora de la panela, también está la producción del café de distintas variedades, así mismo existen diversidad de productos de ciclo corto que embellecen el paisaje en las bien conocidas huertas familiares. Y cultivos como cítricos, plátano, banano, cacao, etc. 
Las tierras son altas productoras y amigas de la parte pecuaria, pintándolas con diferentes tipos de razas bovinas, caballar.
Parte de su riqueza natural radica en la explotación minera del oro, el cual es encontrado en milenarias vetas de cuarzo, las cuales poseen partículas de este costoso mineral, su principal yacimiento se encuentra asentado en el Cerro de Oro. 
Los barrios que perteneces a esta parroquia son: Barrio Apartadero, Tarapal, San Jacinto, Naranjos, Piedra Hendida, Buza, La Esperanza.

## Clima
Posee un clima sumamente maravilloso, con estaciones marcadas y una temperatura promedio de 22 °C, debido a que se encuentra ubicado a 1300 metros sobre el nivel del mar.

## Toponimia
En épocas de la Real Audiencia de Quito, la explotación se hizo sentir a nivel general y nuestros antepasados no fueron la excepción pasando bajo el dominio de un español que se proclamó señor feudal y esta humillación motivó la reacción popular, recibiendo apoyo de sus vecinos, la tribu de los Pacchas que resistieron el ingreso de los españoles a su territorio, levantados en armas la tribu, con el respaldo de sus vecinos expulsaron al español y sus colaboradores. 
Los enfrentamientos entre blancos e indígenas provocaron muchos muertos, cuyos cuerpos quedaban sobre el suelo de combate, siendo principal escenario lo que actualmente es la cabecera parroquial. Esto originó su nombre Ayapamba que significa Pampa de muertos.